# Daïra de Tazoult
La daïra de Tazoult est une daïra de la Wilaya de Batna et dont le chef-lieu est la ville éponyme de Tazoult.
Elle est le site de l'ancienne ville romaine de Lambèse. 

## Localisation
La daïra est située au centre et à l'est de la wilaya de Batna.

## Communes
La daïra est composéé de deux communes : Ouyoun El Assafir et Tazoult.